# Клушино
Клушино (рус. Клушино) насељено је место са административним статусом села на западу европског дела Руске Федерације. Насеље је смештено у источном делу Гагаринског рејона на крајњем североистоку Смоленске области.
Према процени из 2007. у селу је живело свега 400 становника.
Село је најпознатије као родно место совјетског космонаута који је први путовао у свемир, Јурија Гагарина (рођен је у болници у граду Гжатску, данас Гагарину, али су његови родитељи живели у овом селу).
Село се налази на крајњем североистоку Смоленске области, на око 13 км северно од рејонског центра, града Гагарина. Кроз село протиче речица Дубна.